# Straßenbahn Winnyzja

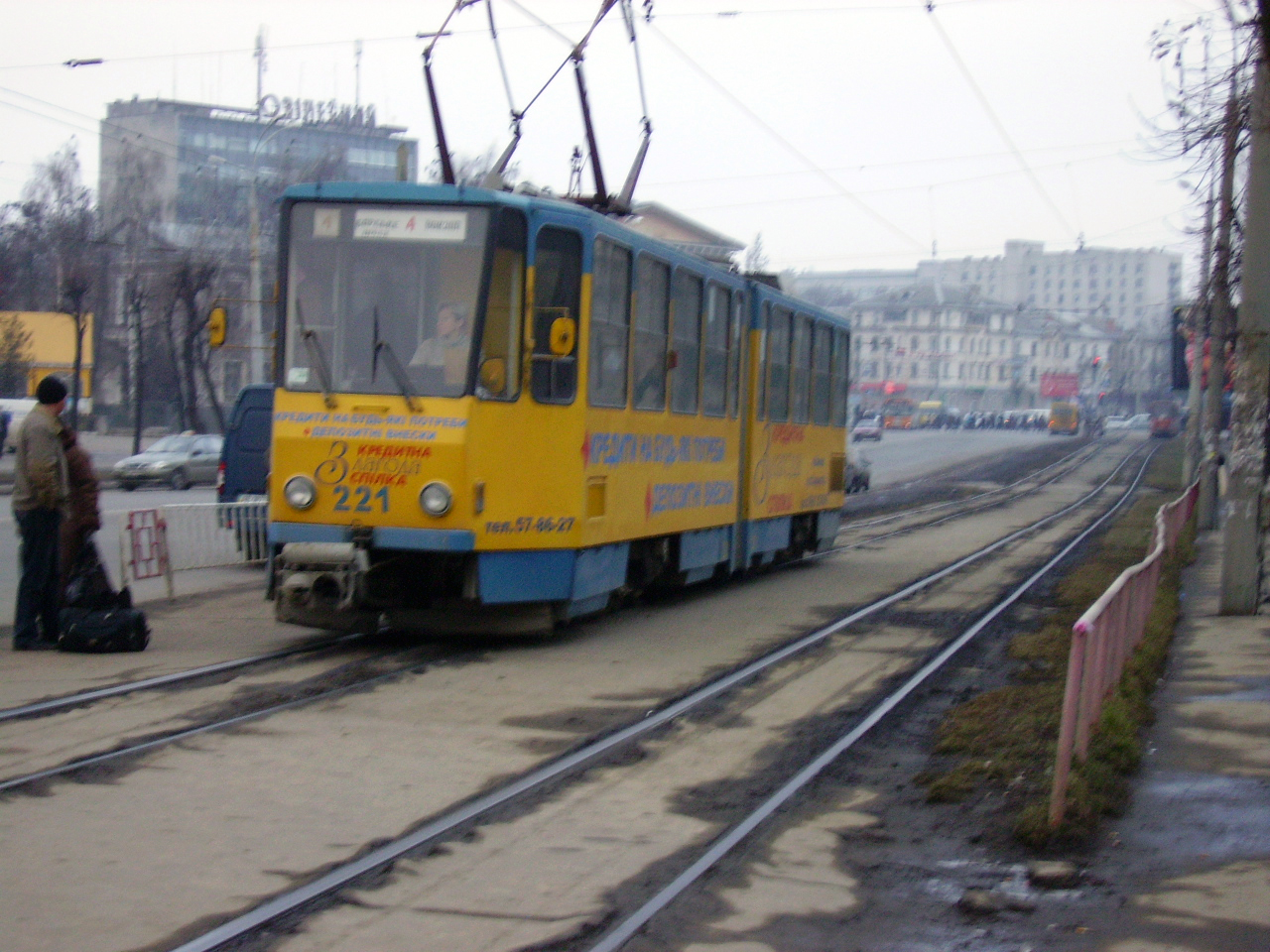
Tatrawagen in Winnyzja, Februar 2008

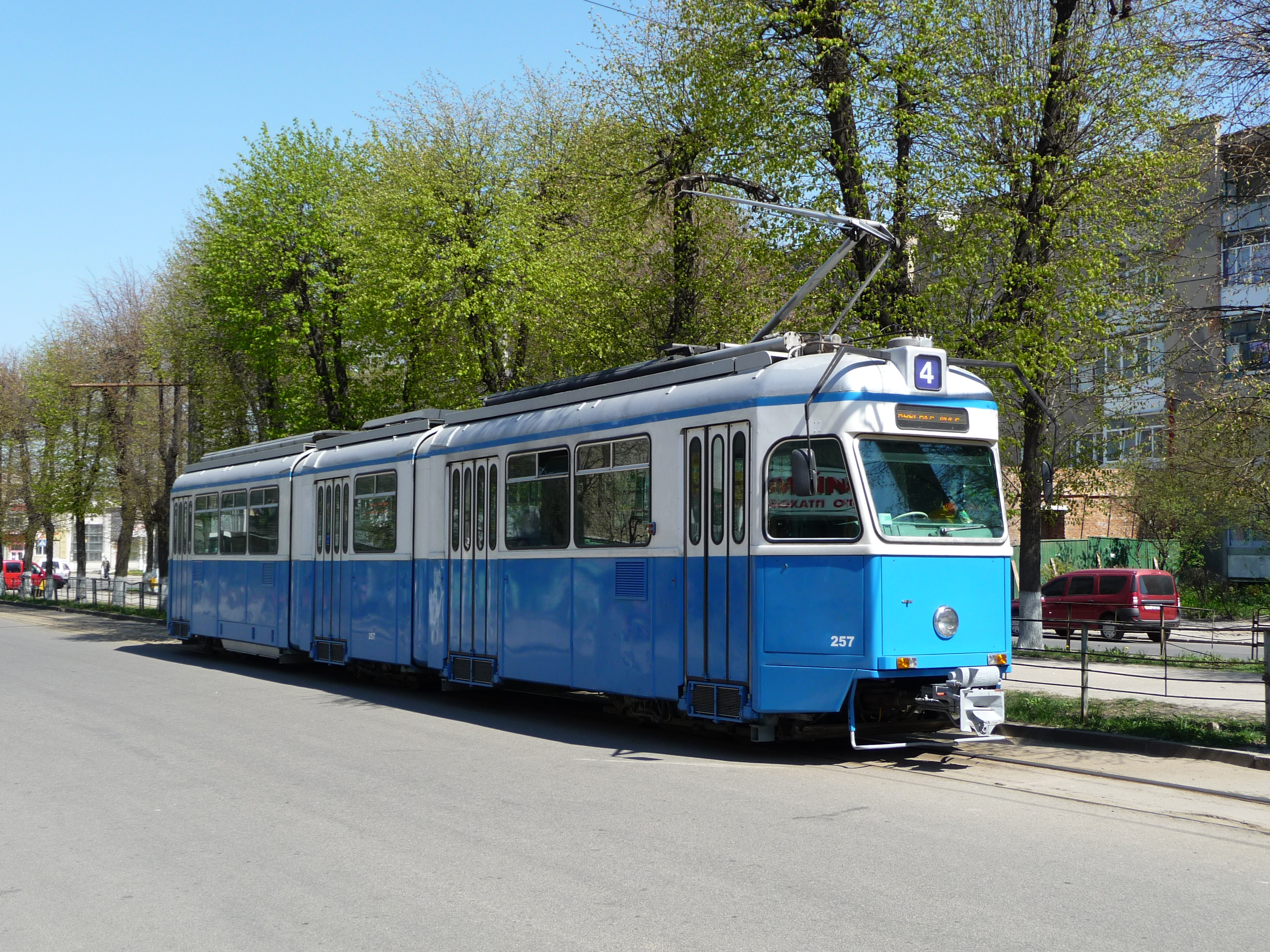
Früherer Zürcher Wagen in Winnyzja, 2009

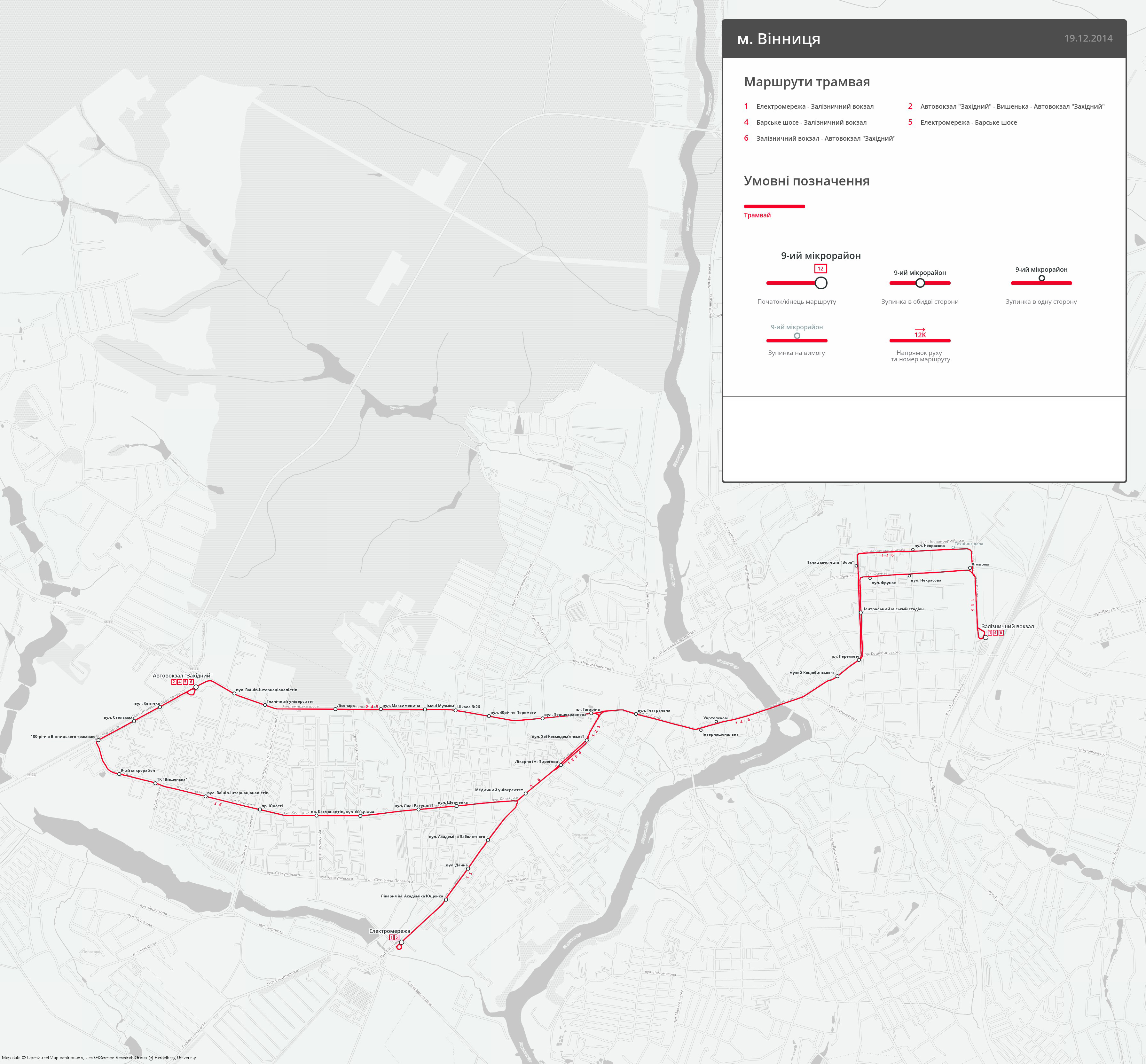
Netzplan 2014, noch ohne die im Dezember 2015 wiedereröffnete Linie 3

Die Straßenbahn Winnyzja ist ein Straßenbahnbetrieb in Winnyzja in der Ukraine. Sie wurde am 28. Oktober 1913 eröffnet und wurde in Meterspur gebaut.

## Geschichte bis 2003
In den Jahren 1955, 1958, 1963, 1966, 1968, 1977, 1986 und 1991 wurden neue Streckenabschnitte zur Erweiterung des Netzes eröffnet. Bis Anfang der 1990er Jahre wurde das Netz von insgesamt neun Linien befahren.
Im Jahre 2003 waren von diesen nur noch vier übrig geblieben. Eingesetzt wurden fast ausschließlich die 81 Tatra-Fahrzeuge des Typs KT4SU, die zwischen 1980 und 1990 geliefert worden waren. Wie fast alle Betriebe der Ukraine arbeitet das Unternehmen mit hohen Defiziten. Der Fahrkartenverkauf deckt nur 50 Prozent der Kosten. Der Umstand, dass fast zwei Drittel aller Fahrgäste per Gesetz kostenlos fahren dürfen, tut sein Übriges. Das Defizit der Straßenbahn wird vom Staat ausgeglichen.

## Neuere Entwicklungen seit 2007
In den Jahren von 2007 bis 2011 schenkten die Verkehrsbetriebe Zürich insgesamt 110 circa 40 Jahre alte Straßenbahnkompositionen der Typen „Karpfen“ und „Mirage“ nach Winnyzja, außerdem einige Beiwagen auf Basis des Schweizer Standardwagens. Transport, Inbetriebsetzung und Ausbildung wurde vom eidgenössischen Staatssekretariat für Wirtschaft (SECO) finanziert. Seitdem werden nur noch etwa 30 der ehemals 81 Tatrawagen für den Linienbetrieb benötigt. 2013 wurde aus Anlass des 100-jährigen Bestehens der Strassenbahn im Depot ein kleines Museum eingerichtet.
Seit der Eröffnung einer neuen Verbindungskurve und der darüber verkehrenden Linie 3 im Dezember 2015 werden wieder sechs Linien betrieben. Das Netz besteht heute aus einer Ringstrecke mit einem längeren Außenast im Osten zum Bahnhof und einem kürzeren Südast zur Endstelle Elektromereża. Beide Verbindungsdreiecke sind in allen Richtungen ausgebaut. Die Linien fahren aktuell wie folgt:
- Linie 1: Elektromereża – Bahnhof
- Linie 2: Südring – Nordring
- Linie 3: Elektromereża – Südring
- Linie 4: Nordring – Bahnhof
- Linie 5: Elektromereża – Nordring
- Linie 6: Südring – Bahnhof

Die Linien 4, 5 und 6 fahren noch mit den originalen Zürcher Liniensignalen.
Die für den Sommer 2022 vorgesehene Lieferung der ersten Tram 2000 aus Zürich verzögerte sich wegen des Russischen Überfalls auf die Ukraine, da kein Transport möglich war. Die Züge sollen in Winnyzja barrierefrei auf eine Konfiguration mit einem Niederflurteil umgebaut werden. Im April 2023 wurden schließlich die ersten Fahrzeuge des Typs Tram 2000 nach Winnyzja geliefert. Der Transport erfolgte bis Batjowo mit der Eisenbahn und dann mit dem Tieflader.